# La bionda (film)
Pour les articles homonymes, voir La Bionda.
Pour plus de détails, voir Fiche technique et Distribution.
La bionda est un film italien réalisé par Sergio Rubini, sorti en 1992.

## Synopsis
Tommaso (Sergio Rubini), un homme solitaire, vient du sud de l'Italie. Il souffre d'un léger handicap physique et est très timide. Une nuit, en rentrant chez lui, il renverse accidentellement avec sa voiture, une belle fille blonde, Christine (Nastassja Kinski). La jeune fille, perd temporairement la mémoire. Elle commence alors une liaison amoureuse avec Tommaso et, avec le temps, sa vie passée refait surface.
Tommaso emmène Christine et essaie de l'aider à retrouver sa mémoire. Elle dit qu'elle est allemande. Tommaso et Christine examinent de près tous les objets appartenant à Christine, mais ne trouvent aucun indice utile. Christine donne sa montre à Tommaso.
Un jour, Christine et Tommaso traversent ensemble Milan. Tommaso veut lui acheter des fleurs. Christine prend un taxi et rentre chez elle. Elle vit là avec un petit ami, Alberto (Ennio Fantastichini), qui s'avère être un trafiquant de drogue. Il est en train de terminer une grande opération.
Une gravure sur l'horloge, qui était un cadeau, donne des indices à Tommaso. Pendant ce temps, Christine décide de quitter son petit ami. Elle s'enfuit avec une valise, mais son amant la poursuit.
Sur une autoroute, on en arrive à l'épreuve de force. Christine enfonce la glissière de sécurité de l'autoroute avec sa voiture et s'arrête. Le trafiquant de drogue veut l'abattre. Tommaso jette un pied-de-biche sur le gangster et est abattu par lui ...

## Fiche technique
- Titre original : La bionda
- Réalisation : Sergio Rubini
- Scénario : Umberto Marino, Gianfilippo Ascione et Sergio Rubini
- Photographie : Alessio Gelsini Torresi
- Montage :  Angelo Nicolini
- Musique : Jürgen Knieper
- Costumes : Nicoletta Ercole
- Producteur : Domenico Procacci
- Société de production :
- Pays d'origine :  Italie
- Format : Couleur — 35 mm — 1,85:1 — Son :
- Genre : Film dramatique, Thriller
- Durée : 111 minutes (1 h 51)
- Dates de sortie :
  -  Italie : 12 mars 1992
  -  Japon : 6 juillet 1996
  -  Danemark : 1er novembre 1996

## Distribution
- Nastassja Kinski :  Christine
- Sergio Rubini : Tommaso
- Ennio Fantastichini : Alberto
- Antonio Scarano : Antonello
- Luca Barbareschi : Annibaldi
- Florence Guérin :
- Umberto Raho : Giacomini
- Giorgio Gobbi :
- Veronica Lazar :